# Raión de Kola
El raión de Kola (ruso: Ко́льский райо́н) es un distrito administrativo y municipal (raión) ruso perteneciente a la óblast de Múrmansk. Se ubica en el noroeste de la óblast. Su capital es Kola.
En 2019, el raión tenía una población de 40 515 habitantes.
Su territorio tiene salida al océano Ártico al norte y es fronterizo con Finlandia al oeste. En su costa ártica se enclavan, sin pertenecer al raión, la capital regional Múrmansk y las áreas cerradas de Zaoziorsk, Vidyayevo, Alexándrovsk y Severomorsk. El río Tuloma y el río Kola fluyen por el territorio de este raión.

## Subdivisiones
Comprende la ciudad de Kola (la capital), los asentamientos de tipo urbano de Verkhnetulomsky, Kildinstrói, Molochni, Murmashí y Tumanni y los asentamientos rurales de Mezhdurechie, Pushnoi, Teríberka, Tuloma y Urá-Gubá. Estas 11 entidades locales suman un total de 34 localidades.